# Chironomus longitarsis
Chironomus longitarsis är en tvåvingeart som först beskrevs av Macquart 1850.  Chironomus longitarsis ingår i släktet Chironomus och familjen fjädermyggor.
Artens utbredningsområde är Turkiet. Inga underarter finns listade i Catalogue of Life.